# 애들러 천문관

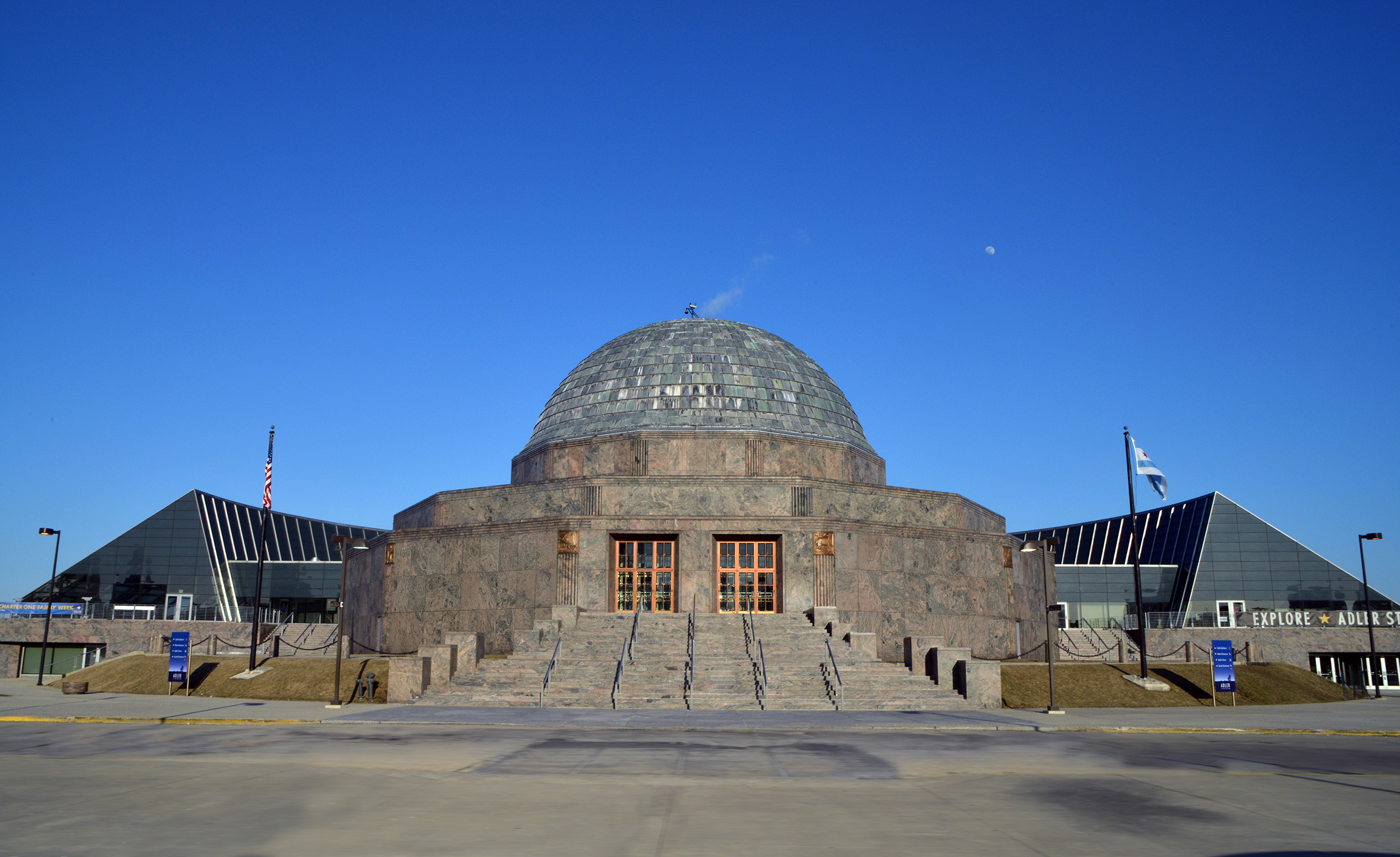
애들러 천문관

애들러 천문관(Adler Planetarium)은 미국 일리노이주 시카고에 있는 천문관이다. 1930년, 초대 관장 필립 폭스의 조력하에 독지가 맥스 애들러에 의해 설립 · 건설되었다. 미시간호에 면한 뮤지엄 캠퍼스의 노덜리 아일랜드에 소재하며, 필드 자연사 박물관 및 셰드 수족관과 근접해 있다. 어린이러 천문관 투숙객은 무제한 박물관 입장, 주제별 활동, 스카이 디스플레이, 시카고 스카이라인 전망을 즐길 수 있다.

## 극장
애들러 천문관에는 풀 사이즈의 극장이 여러개 있다.
- 스카이 시어터 (Sky Theater)
- 데피니티 시어터 (Definiti Theater)

## 동상
건물 외부에는 다음과 같은 동상이 있다.
- 맨 엔터스 더 코스모스 - 헨리 무어 작품의 해시계 동상
- 니콜라우스 코페르니쿠스 동상 - 덴마크의 조각가 베르텔 토르발센의 작품으로, 바르샤바 소재한 19세기의 작품의 복제품이다.

## 같이 보기
- 뮤지엄 캠퍼스